# Římskokatolická farnost Valašské Meziříčí
Římskokatolická farnost Valašské Meziříčí je územním společenstvím římských katolíků v rámci děkanátu Valašské Meziříčí Olomoucké arcidiecéze s farním kostelem Nanebevzetí Panny Marie.

## Historie
Předchůdcem současného kostela byl menší kostel sv. Kunhuty ze 13. století. První písemná zmínka o současném kostele pochází z roku 1419. V roce 1572 kostel vyhořel a byl renesančně přestavěn. Kostel poté ještě několikrát vyhořel (především v období třicetileté války). V letech 1681 až 1682 byla ke kostelu přistavěna barokní kaple Panny Marie a žerotínská oratoř, na níž je vyobrazen žerotínský erb. V polovině 18. století byla hlavní loď kostela přestavěna v barokním stylu.
Jedním z filiálních kostelů byl kostel sv. Jakuba v Krásně, postavený v 16. století, a to na místě rotundy z 12. století. První písemná zpráva o tomto kostele je z roku 1545. Pozdější dostavby byly realizovány v barokním stylu.

## Duchovní správci
K lednu 2018 je farářem R. D. Mgr. Pavel Stefan. Ten je zároveň místoděkanem děkanátu Valašské Meziříčí.

## Aktivity farnosti
Ve farnosti se pravidelně pořádá tříkrálová sbírka. V roce 2017 se při ní vybralo ve Valašském Meziříčí 446 978 korun. 
Pro farnosti Valašské Meziříčí a Lešná vychází desetkrát ročně farní občasník.